# Wolfgang Scheibel

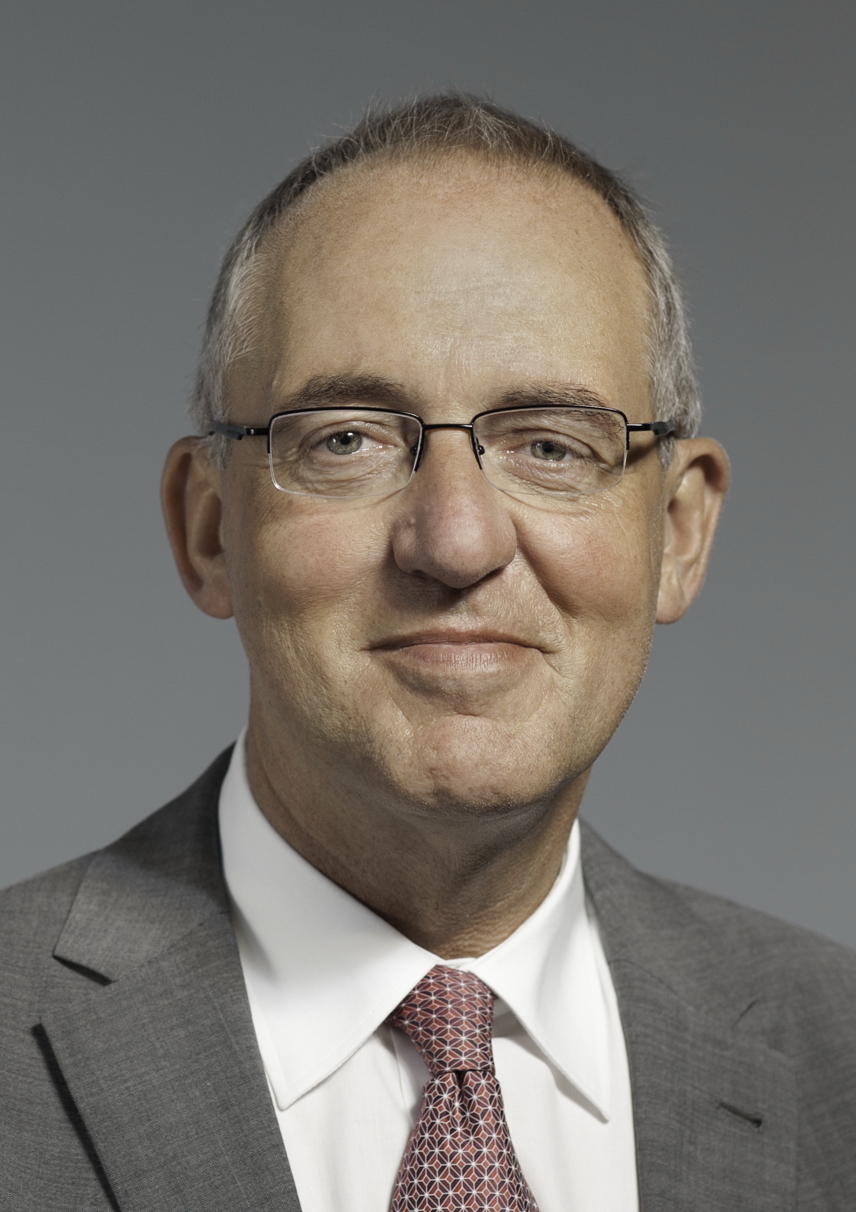
Wolfgang Scheibel (2014)

Wolfgang Scheibel (* 31. Januar 1959 in Cloppenburg) ist ein deutscher Jurist und Präsident des Oberlandesgerichts Braunschweig. Von 2013 bis 2015 war er Staatssekretär des Niedersächsischen Justizministeriums.

## Leben
Nach seinem Studium der Rechtswissenschaften an der Georg-August-Universität Göttingen (1978–1984), dem ersten juristischen Staatsexamen (1984) und anschließendem Rechtsreferendariat mit Abschluss des zweiten juristischen Staatsexamens (1988) sowie einer Tätigkeit als wissenschaftlicher Assistent war Wolfgang Scheibel von 1989 bis 1992 als Staatsanwalt bei der Staatsanwaltschaft Hannover und Richter auf Probe beim Landgericht Hannover, den Amtsgerichten Burgwedel, Elze, Duderstadt, Osterode und Herzberg sowie beim Landgericht Göttingen tätig. Ebendort wurde er 1992 Richter. Diesen Posten übte er bis zum Wechsel in das Niedersächsische Justizministerium 1999 aus. Dort wurde er Referatsleiter in der Referatsgruppe Justizvollzug und war von 2001 bis 2002 Leiter des Ministerbüros.
In der Folge war er zwischen 2001 und 2004 Vorsitzender Richter am Landgericht Hannover sowie von 2004 bis 2006 am Landgericht Göttingen. Ebenso war er Leiter des Landesjustizprüfungsamts des Niedersächsischen Justizministeriums (2002–2003). Im Jahr 2006 wurde Scheibel Direktor des Amtsgerichts Göttingen und 2008 zum Präsidenten des Landgerichts Braunschweig ernannt.
2013 wurde Wolfgang Scheibel von Ministerin Antje Niewisch-Lennartz zum Staatssekretär des Niedersächsischen Justizministeriums im Kabinett Weil I berufen. Sein Nachfolger am Landgericht Braunschweig wurde Hubert Böning. Zum 1. Juni 2015 verließ er das Ministerium und wurde zum Präsidenten des Oberlandesgerichts Braunschweig ernannt; seine Nachfolge im Justizministerium trat Stefanie Otte an.

## Privates
Scheibel ist verheiratet und hat zwei Kinder.